# Curt Pollex
Gustav Adolf Curt Pollex (* 16. November 1898 in Mühlhausen in Thüringen; † 15. September 1987 in Bonn) war ein deutscher Offizier, zuletzt Brigadegeneral der Bundeswehr.

## Leben
Pollex meldete sich am 9. Juni 1915 als Kriegsfreiwilliger im Dragonerregiment 5 in Hofgeismar. Von September 1916 bis Januar 1917 absolvierte er den Offizierlehrgang in Munsterlager und war anschließend im Ersten Weltkrieg bis Februar 1919 Gruppen-, Zug- und Schwadronführer im Dragonerregiment 7.
1920 aus der Reichswehr entlassen, studierte er von 1921 bis 1923 Rechtswissenschaft und Volkswirtschaft an der Universität zu Berlin. Danach arbeitete er als kaufmännischer Angestellter, bis er am 8. Mai 1926 der Polizei beitrat. Von August bis Dezember 1926 war er zur höheren Polizeischule Jena kommandiert. Zum Jahresbeginn 1927 wurde er zur Landespolizei Thüringen in Weimar versetzt, wo er Sachbearbeiter, Abteilungsadjutant, Berittlehrer, Adjutant und Hilfsreferent im Thüringischen Ministerium des Innern war in Weimar war. Er absolvierte den Führergehilfenlehrgang in Eiche und wurde Adjutant des Kommandeurs der Landespolizei Thüringen in Weimar.
Pollex wechselte zur Wehrmacht und besuchte von Oktober 1934 bis September 1936 den Generalstabslehrgang an der Kriegsakademie. Anschließend wurde er Schwadronchef des 6. Schwadrons des Kavallerieregiments 5 in Stolp. Ab April 1938 war er Ib der 20. Infanterie-Division mot. in Hamburg, ab April 1939 Ib im Wehrkreiskommando VIII in Breslau und ab 26. August 1939 Ib beim Stellvertretenden Generalkommando VIII in Breslau. Mit Beginn des Zweiten Weltkrieges wurde er in den Generalstab versetzt und Ende Oktober 1939 Quartiermeister des XV. Panzerkorps, das am 15. Februar 1941 in Panzergruppe 3 umbenannt wurde. Ab 25. Januar 1942 war er Oberquartiermeister der Befehlsstelle Mitte und ab dem 6. März 1942 Generalquartiermeister und Abteilungschef III für Nachschub im Generalstab des Heeres. Am 15. August 1943 wurde er in die Führerreserve beim Oberkommando des Heeres versetzt und bis auf Weiteres zum Generalstab des Heeres zum Generalquartiermeister kommandiert. Am 1. März 1944 wurde er zum Oberkommando der Wehrmacht/Wehrmachtsführungsstab kommandiert als Sonderbeauftragter des Führers zum General der Artillerie. Ab dem 25. Oktober 1944 gehörte er zur Führerreserve im Oberkommando des Heeres zur Verfügung des stellvertretenden Kommandierenden Generals und Befehlshabers im Wehrkreis IX, Regimentsführerlehrgang Döberitz. Ab 15. November 1944 war er dem Personalamt zur Verfügung gestellt und ab dem 6. Januar 1945 beim Oberkommando des Heeres zur besonderen Verwendung des Chefs des Generalstabes der Wehrmachtsrüstung.
Vom 9. Mai 1945 bis 27. September 1947 war Pollex in Kriegsgefangenschaft. Nach Krankheit und Genesung war er von November 1948 bis April 1950 Prokurist der Firma Kössler + Co. in München und anschließend bis Mär 1951 Prokurist und Geschäftsführer der Firma Dr. Lengnick in München.
Im Juni 1951 wurde Pollex Referent und Angestellter in der Dienststelle Blank. Ab April 1957 war er, unter Ernennung zum Brigadegeneral, Unterabteilungsleiter im Bundesministerium der Verteidigung in Bonn. Mit Ablauf des Jahres 1960 wurde er in den Ruhestand versetzt.
Pollex war verheiratet.

## Auszeichnungen
- 3. Dezember 1942: Deutsches Kreuz in Silber